# Décès en novembre 1995
Décès
- 1991
- 1992
- 1993
- 1994
- 1995
- 1996
- 1997
- 1998
- 1999

Pour une information complémentaire, voir la page d'aide.

| Date          | Nom                      | Activités                                                                                               | Âge      | Source |
| ------------- | ------------------------ | --- | -------- | ------ |
| 3 novembre    | Mario Revollo Bravo      | cardinal italien, archevêque de Bogota                                                                  | 76       |        |
| 3 novembre    | Arsène Sari              | peintre français                                                                                        | 100      |        |
| 4 novembre    | Yitzhak Rabin            | Premier ministre israélien                                                                              | 73       |        |
| 4 novembre    | Gilles Deleuze           | philosophe français                                                                                     | 70       |        |
| 5 novembre    | Ernest Gellner           | philosophe, anthropologue et sociologue d'origine tchèque                                               | 69       |        |
| 8 novembre    | Aimé Nuic                | footballeur international français                                                                      | 83       |        |
| 12 novembre   | Paul Frantz              | coureur cycliste luxembourgeois                                                                         | 80       |        |
| 12 novembre   | Aymar de Lézardière      | peintre, dessinateur, graveur à l'eau-forte et à la pointe sèche, aquarelliste et illustrateur français | 77       |        |
| 12 novembre   | Robert Stephens          | acteur et producteur de cinéma britannique                                                              | 64       |        |
| 17 novembre   | Salvatore Martirano      | compositeur américain                                                                                   | 68       |        |
| 20 novembre   | Sergueï Grinkov          | patineur artistique russe                                                                               | 28       |        |
| 21 novembre   | Peter Grant              | manager du groupe Led Zeppelin                                                                          | 60       |        |
| 22 novembre   | Ginés Cartagena          | rejoneador espagnol                                                                                     | 27       |        |
| 23 novembre   | Slavko Kopač             | peintre, sculpteur et céramiste franco-croate                                                           | 82       |        |
| 23 novembre   | Louis Malle              | réalisateur français                                                                                    | 63       |        |
| 24 novembre   | John Craven              | acteur américain                                                                                        | 79       |        |
| 24 novembre   | Dominic Ignatius Ekandem | cardinal nigérian, évêque d'Abuja                                                                       | 78       |        |
| 25 novembre   | Léon Zitrone             | journaliste, animateur de radio, commentateur et animateur de télévision français                       | 81       |        |
| 25 novembre   | Jeffrey Lynn             | acteur américain                                                                                        | 86       |        |
| 27 novembre   | José Martín Colmenarejo  | coureur cycliste espagnol                                                                               | 59       |        |
| 27 novembre   | Jean Lauer               | footballeur français                                                                                    | 79       |        |
| 28 novembre   | Roberto Sambonet         | designer, architecte et peintre italien                                                                 | 71       | (en)   |
| 28 novembre   | Hugo Demarco             | peintre argentin                                                                                        | 63       | (en)   |
| date inconnue | Niculaï Florin Georgescu | peintre roumain                                                                                         | 48 ou 49 |        |